# Barnsdall
Barnsdall este un oraș în Comitatul Osage, Oklahoma, Statele Unite ale Americii fondat in 1905. Conform recensământului din 2010, populația era de 1.243 de locuitori.

## Oameni cunoscuți legați de Barnsdall
- Anita Bryant s-a născut în acest oraș
- Clark Gable a trăit în Barnsdall cu tatăl său o vreme

## Referinte
1. ↑   https://mykindred.com/cloud/TX/getperson.php?personID=I54983&tree=mykindred01, accesat în 6 august 2019 Lipsește sau este vid: |title= (ajutor)
2. ↑  2010 U.S. Gazetteer Files, accesat în 9 iulie 2020
3. ↑  MuniNet Guide: Barnsdall, Oklahoma Arhivat în 14 d.Hr., la Wayback Machine.